# Wedding Dress
"Wedding Dress" (hangul: 웨딩드레스) é uma canção do cantor sul-coreano Taeyang, lançada em 13 de novembro de 2009 pela YG Entertainment como um single digital. Composta por Teddy Park e produzida pelo mesmo juntamente com Taeyang, a canção mais tarde foi incorporada a Solar (2010), álbum de estreia de Taeyang, e em sua versão internacional, contendo letras em língua inglesa por Perry.  
"Wedding Dress" é uma canção de R&B de andamento lento e seu tema lírico refere-se sobre os sentimentos de uma pessoa que vê seu interesse amoroso casar-se com outra pessoa. 

## Antecedentes e composição
Após sua estreia com o extended play (EP) Hot de 2008, a YG Entertainment anunciou que Taeyang lançaria dois singles digitais mensais para preceder seu primeiro álbum de estúdio, que posteriormente se tornaria Solar. "Wedding Dress" foi o seu segundo single digital lançado em novembro de 2009.
"Wedding Dress" é uma canção de andamento lento pertencente ao gênero R&B. É definida pelo compasso de tempo comum, com um ritmo moderado de 130 batidas por minuto e composta na clave de La menor. Os vocais de Taeyang estendem-se da oitava inferior em E4 para a nota mais alta em A5. Liricamente, "Wedding Dress" descreve uma pessoa cujo interesse amoroso vai se casar com outra pessoa, e possui seus sentimentos expressos através dos vocais "amargos" e tristes de Taeyang.

## Vídeo musical
No fim do vídeo musical de "Where U At", lançado em outubro de 2009, foi exibido uma prévia de alguns segundos sobre a temática do vídeo musical de "Wedding Dress", sua estreia oficial ocorreu no mesmo dia do lançamento da canção. Nele, é apresentado uma história de amor unilateral e ilustrado sob a perspectiva de Taeyang, que vê a mulher que ama e sua melhor amiga casar-se com outro homem. Ele toca piano na cerimônia, tentando ser feliz por ela quando seu coração está partido. À medida que o vídeo avança, suas cenas mostram o mesmo priorizando a felicidade do casal sobre o dele mesmo, através de oportunidades desperdiçadas de demonstrar seus sentimentos. Durante a produção, há ainda cenas de Taeyang dançando, o que complementa a mensagem geral e a letra da canção, expressando um rapaz se martirizando por perder a chance de confessar seu amor.

## Desempenho nas paradas musicais
Após seu lançamento, "Wedding Dress" recebeu tanto atenção do mercado musical coreano como internacional. Na Coreia do Sul, a canção entrou na recém-criada parada da Gaon, posicionando-se em número noventa na Gaon Download Chart, no ano seguinte a seu lançamento digital e como parte da lista de faixas do álbum Solar em 2010. Semelhantemente ao que ocorreu na América do Norte, onde o single ganhou popularidade na plataforma de vídeos YouTube, devido a regravações em língua inglesa e diversas parodias criadas a partir de seu vídeo musical. Isso permitiu com que Taeyang, ao lançar a versão internacional de Solar em 19 de agosto de 2010, se tornasse o primeiro artista asiático a alcançar o topo do iTunes Top Albums de R&B/Soul do Canadá e a entrar no top3 do mesmo nos Estados Unidos. Adicionalmente, "Wedding Dress" estreou em número nove na Billboard World Digital Songs em 31 de julho de 2010 e em 11 de setembro, atingiu a posição de número três na referida parada.
Na Europa, apesar de não ter tido qualquer promoção, "Weeding Dress" classificou-se em número três na parada Fun X Radio X-tips Chart da rádio holandesa FunX, com base no número de acessos a canção, a seu respectivo vídeo musical e pesquisa online.

### Posições
| Paradas (2010)                                 | Melhor posição |
| ---------------------------------------------- | -------------- |
| Coreia do Sul (Gaon Weekly Download Chart)     | 90             |
| Estados Unidos (Billboard World Digital Songs) | 3              |